# Perpepug
Perpepug, pleme američkih Indijanaca naseljeno sredinom 18. stoljeća duž donjeg toka rijeke Rio Grande, u blizini današnjeg Rio Grande City u Teksasu. Na mapama Jiméneza Morena i G. Saldivara, označeni su u području današnjeg okruga Zapata, na sjevernoj obali Rio Grande. Porijeklo ovih Indijanaca moglo bi biti od plemena Comecrudan. Njihovo ime znači 'bijele glave' ("white heads,"), što bi se moglo odnositi na način bojanja lica ili nekog dekorativnog ukrasa glave. 